# Starry Story EP
『Starry Story EP』とは『けものフレンズ』から派生したユニット・Gothic×Luckの1作目のアルバム。2019年3月13日にビクターエンタテインメントより発売された。

## 概要
Gothic×Luckのデビューアルバム。星をコンセプトにしたEP。

## チャート成績
| チャート | 最高位 |
| -------- | ------ |
| オリコン | 26位   |

## 販売形態
初回限定盤
CDとDVDの2枚組。DVDの内容は後述の作品解説を参照。
通常盤
CD1枚組。
完全生産限定けものフレンズ盤
内容は通常盤と同じだがジャケット写真が吉崎観音の書き下ろしイラストになっており、特典としてオリジナルステッカー2種セットがついている。

## 作品解説
- 星をつなげて

テレビアニメ『けものフレンズ2』前半期エンディング曲。2019年1月15日、アニメ『けものフレンズ2』1話放送時に、ED映像制作用のデモ音源（Gothic×Luckが初歌唱した際の音源）が流れるアクシデントが発生し、けものフレンズプロジェクト公式が謝罪した。
- オトノイロ

新曲。
- 星の帰り道

新曲。
- 月と太陽

新曲。ちょっぴり大人びた、どこか魅惑的なダンスをテーマにした楽曲。
- きみは帰る場所

テレビアニメ『けものフレンズ2』後半期エンディング曲。『Animelo Summer Live 2019 -STORY-』にて、Gothic×Luckがfhánaとコラボレーションし、歌唱した。2019年3月13日にけものフレンズプロジェクトの公式YouTubeチャンネル内でショート版のミュージックビデオが公開された。
- 「星をつなげて」Music Video

Yuma Saito (OTOIRO) が監督を務め、akka (OTOIRO)、ろづ希 (OTOIRO) がアニメーターとして参加している。YouTube『けものフレンズプロジェクト』公式チャンネル内でショート版が先行公開された。
- 「星をつなげて」初ステージ映像（「けものフレンズ2」前前夜祭）

2019年1月12日、かつしかシンフォニーヒルズ・モーツァルトホールで開催された『「けものフレンズ2」前前夜祭』で初披露された際のステージ映像。

## 収録内容
| #         | タイトル           | 作詞      | 作曲      | 編曲      | 時間  |
| --------- | ------------------ | --------- | --------- | --------- | ----- |
| 1.        | 「星をつなげて」   | じん      | じん      | じん      | 4:12  |
| 2.        | 「オトノイロ」     | 三矢禅晃  | 三矢禅晃  | 三矢禅晃  | 4:44  |
| 3.        | 「星の帰り道」     | ANCHOR    | ANCHOR    | ANCHOR    | 4:17  |
| 4.        | 「月と太陽」       | RIRIKO    | RIRIKO    | 佐藤純一  | 4:51  |
| 5.        | 「きみは帰る場所」 | 林英樹    | 佐藤純一  | 佐藤純一  | 4:52  |
| 合計時間: | 合計時間:          | 合計時間: | 合計時間: | 合計時間: | 22:56 |

| #         | タイトル                                                        | 作詞  | 作曲・編曲 | 時間 |
| --------- | --------------------------------------------------------------- | ----- | ---------- | ---- |
| 1.        | 「星をつなげて (Music Video)」                                  |       |            | 4:20 |
| 2.        | 「星をつなげて (初ステージ映像) (「けものフレンズ2」前前夜祭)」 |       |            | 5:45 |
| 合計時間: | 合計時間:                                                       | 10:05 |            |      |